# Xavier Ayén Pasamonte
Xavier Ayén Pasamonte (Barcelona, 1969), més conegut com a Xavi Ayén, és un periodista català. Treballa com a especialista en el món del llibre del diari La Vanguardia. Des de l'any 2000 treballa com a redactor de la secció de Cultura de La Vanguardia, diari on també va dirigir el suplement juvenil VANG durant els anys noranta. Amb el fotógraf Kim Manresa va publicar Rebeldía de Nobel, llibre que reuneix entrevistes a setze premis Nobel de Literatura i que ha estat traduït a l'àrab, el turc i el portuguès. També va col·laborar en la redacció de Memòries d'un espectador, de Carles Sentís. El seu últim llibre, Aquellos años del boom (RBA, 2014), és una investigació —de més de 800 pàgines— sobre el boom de la literatura llatinoamericana i la seva relació amb Barcelona, que li va merèixer el Premi Gaziel de biografies i memòries 2013. El 2016 va publicar La vuelta al mundo en 80 autores, un recull d'entrevistes a amb alguns dels escriptors més destacats de la literatura mundial.